# Ahmed Rachedi (réalisateur)
Pour les articles homonymes, voir Ahmed Rachedi et Rachedi.
Ahmed Rachedi (en arabe : أحمد راشدي), né en 1938 à Tébessa en Algérie, est un cinéaste, scénariste, producteur et conseiller ministériel algérien.

## Biographie
La guerre d'indépendance sera l'école de cinéma de Ahmed Rachedi, il appartient, avec René Vautier et Mohamed Chanderli, à la première unité cinématographique du FLN. Il gagne Tunis où son travail porte sur le reportage, le montage, ainsi que le court métrage (il en réalise plusieurs après l'indépendance). Il participe à des films collectifs et en dirige certains. En 1962 il est l'un des membres fondateurs, avec le même René Vautier, du centre audiovisuel algérien CAV.
Il se fera connaître avec L'Aube des damnés (1965) et L'Opium et le Bâton (1971), adapté du roman éponyme publié en 1965 par Mouloud Mammeri, et présenté à la quinzaine des réalisateurs au Festival de Cannes. Il réalise en France, sur un scénario de Rachid Boudjedra, un témoignage sur les travailleurs émigrés, Le Doigt Dans L'Engrenage. En 1970, alors qu'il dirige à sa création et jusqu'en 1971 l'Office National pour le Commerce et l'Industrie Cinématographique (ONCIC), il prend part à la production du célèbre film Z du réalisateur Costa-Gavras qui décroche l'Oscar du cinéma du meilleur film en langue étrangère pour le compte de l'Algérie,.
Ahmed Rachedi devient producteur indépendant. Il tourne en 1986 une comédie politique, Le Moulin de monsieur Fabre, film interprété notamment par Jacques Dufilho et Sid Ahmed Agoumi. Il adapte en 1990, pour le cinéma et la télévision, le roman d'Amin Maalouf Léon l'Africain. En 1993, son téléfilm C'était la guerre] coréalisé avec Maurice Failevic, a obtenu le prix du FIPA d'or. Depuis 2009, il s'est complètement consacré aux films historiques en réalisant plusieurs biopics dédiés à la vie et au parcours de militants nationalistes algériens durant la Guerre d'Algérie. Il a réalisé le long métrage Mostefa Ben Boulaïd en 2009 qui sera suivi en 2015 de Krim Belkacem, film historique sur le parcours de cette figure marquante du nationalisme algérien, et de Lotfi, dédié au parcours de Benali Boudghène connu sous le nom du Colonel Lotfi.
En 2018 il sort son dernier film Les Sept Remparts de la citadelle, adaptée du roman éponyme écrit par Mohamed Maarfia.
En 2021, Ahmed Rachedi a été nommé au poste de conseiller auprès du Président de la République algérienne, chargé de la culture et de l'audiovisuel.

## Filmographie

### Réalisation
- 1962 : Un peuple en marche (film collectif)
- 1963 : Tebessa année zéro
- 1964 : Les Ouadhia
- 1965 : Des mains comme des oiseaux
- 1965 : L'Aube des damnés
- 1969 : L'Opium et le Bâton
- 1972 : Pour que vive l'Algérie! (film collectif)
- 1973 : Le Doigt dans l'Engrenage
- 1981 : Ali au pays des mirages
- 1986 : Le Moulin de monsieur Fabre (Mention Spéciale - Amiens International Film Festival - 1986)
- 1990 : Léon l'Africain
- 1992 : C'était la guerre (coréalisateur avec Maurice Failevic)
- 2003 : Femme Courage, Louisette Ighilahriz (Documentaire)
- 2004 : Raï-story de Cheikha Rimitti à Cheba Djenet (Documentaire)
- 2009 : Mostefa Ben Boulaïd
- 2010 : En Attendant Zidane
- 2012 : Krim Belkacem
- 2014 : Lotfi
- 2018 : Les Sept Remparts de la Citadelle

### Production
- 1969 : Z de Costa-Gavras (Oscars du cinéma - meilleur film en langue étrangère - 1970)[2],[3]
- 1970 : Brancaleone s'en va-t-aux croisades de Mario Monicelli (non crédité au générique)[5]
- 1971 : Les Aveux les plus doux  (coproducteur non crédité au générique)
- 1971 : Sueur Noire (Al-Araq Al-Aswad) de Sid Ali Mazif
- 1975 : Les Enfants de Novembre de Moussa Haddad